# Весола (Малопольське воєводство)
Весола (пол. Wesoła) — село в Польщі, у гміні Сломники Краківського повіту Малопольського воєводства.
Населення — 162 особи (2011).
У 1975-1998 роках село належало до Краківського воєводства.

## Демографія
Демографічна структура станом на 31 березня 2011 року:
|          | Загалом | Допрацездатний вік | Працездатний вік | Постпрацездатний вік |
| -------- | ------- | ------------------ | ---------------- | -------------------- |
| Чоловіки | 86      | 13                 | 66               | 7                    |
| Жінки    | 76      | 18                 | 46               | 12                   |
| Разом    | 162     | 31                 | 112              | 19                   |